# Örmény gyermekség-evangélium
Az örmény gyermekség-evangélium 596 körül keletkezett. Azokat a dolgokat meséli el, amelyek Szűz Mária és apja házában estek meg. Megismerhetjük Joachimot és Annát és Mária gyermekkorát. Hogyan vette el József Máriát. Mária vízpróbája, a barlangban való szülés, és a mágusok leírása. A továbbiakban a kánoni sorrendet követi.